# Croix dominicaine

Armoiries de l'Ordre des Prêcheurs.

Une croix dominicaine est une croix fleur-de-lysée blanche et noire utilisée par l’ordre des Dominicains ou ordre des Prêcheurs.
Sur leur blason, elle est entourée de la devise Laudare, benedicere, prædicare (louer, bénir, prêcher) et surmontée de l’étoile à huit branches, symbole de saint Dominique.